# Cola mayimbensis
Cola mayimbensis är en malvaväxtart som beskrevs av François Pellegrin. Cola mayimbensis ingår i släktet Cola och familjen malvaväxter. Inga underarter finns listade i Catalogue of Life.